# Taxeringsnämnd
Taxeringsnämnd var i Sverige en årligt tillsatt nämnd sedan 1800-talet och dess uppgift var att inom sitt taxeringsdistrikt verkställa taxering av skattskyldigas inkomst och förmögenhet samt av fast egendoms värde. 
Den årliga taxeringen av skattskyldiga sköttes av dels lokala och dels särskilda taxeringsnämnder. Varje kommun utgjorde som regel ett eller flera taxeringsdistrikt. De särskilda taxeringsnämnderna handhade beskattning av andra skattskyldiga än fysiska personer som dödsbon och familjestiftelser. 
Nämnderna bestod huvudsakligen av lekmän och deras uppgift var att garantera lekmannainflytande vid taxering. Ordförandena i taxeringsnämnderna och ett kronoombud utsågs av länsstyrelserna medan de övriga ledamöterna utsågs av stadsfullmäktige/kommunfullmäktige. Med tiden kom de flesta besluten att fattas av nämndens ordförande, som i regel var tjänsteman. Det ledde till att nämnderna inte längre ansågs fylla någon funktion och de lades ner 1991. De särskilda fastighetstaxeringsnämnderna fanns kvar till och med 1993. 